# Learning to Skateboard in a Warzone (If You're a Girl)
Learning to Skateboard in a Warzone (if you're a girl) (en català: Aprendre a patinar en una zona de guerra (si ets una noia)) és un curtmetratge documental britànic del 2019 dirigit per Carol Dysinger i produït per Elena Andreicheva. Va guanyar el premi de l' Acadèmia al millor curtmetratge documental a la 92a edició dels premis de l'Acadèmia.

## Resum
La pel·lícula tracta sobre Skateistan, una organització sense ànim de lucre, que va començar com una escola d'skate l'any 2007 per a noies de barris pobres que aprenen a llegir, escriure i patinar a Kabul, Afganistan, on les dones joves no poden participar en activitats esportives.

## Premis

### Premis de l'Acadèmia
| Curs | Categoria                                      | Obra nominada | Resultat |
| ---- | ---------------------------------------------- | --- | -------- |
| 2020 | Millor llargmetratge documental (curtmetratge) | style="background: #98FB98; color: black; text-align: center; vertical-align: middle;" class="table-yes2"\| Guanyador |          |

### BAFTA
| Curs | Categoria                    | Obra nominada | Resultat |
| ---- | ---------------------------- | --- | -------- |
| 2020 | Millor curtmetratge britànic | style="background: #98FB98; color: black; text-align: center; vertical-align: middle;" class="table-yes2"\| Guanyador |          |